# Đội tuyển bóng đá bãi biển quốc gia Litva
Đội tuyển bóng đá bãi biển quốc gia Litva đại diện Litva ở các giải thi đấu bóng đá bãi biển quốc tế và được điều hành bởi Liên đoàn bóng đá Litva (LFF), cơ quan quản lý bóng đá ở Litva.

## Đội hình
Chính xác tính đến tháng 7 năm 2014

Ghi chú: Quốc kỳ chỉ đội tuyển quốc gia được xác định rõ trong điều lệ tư cách FIFA. Các cầu thủ có thể giữ hơn một quốc tịch ngoài FIFA.
| Số | VT | Quốc gia | Cầu thủ                |
| -- | -- | -------- | ---------------------- |
| 1  |    | Litva    | Viktor Bartaševič      |
| 2  | HV | Litva    | Andrius Rebždys        |
| 3  |    | Litva    | Andžej Vilkickij       |
| 4  |    | Litva    | Artiomas Barinovas     |
| 5  | HV | Litva    | Valentinas Golubovskis |

| Số | VT | Quốc gia | Cầu thủ             |
| -- | -- | -------- | ------------------- |
| 6  | HV | Litva    | Nerijus Budraitis   |
| 7  |    | Litva    | Denis Orlov         |
| 8  | HV | Litva    | Pavelas Smolkovas   |
| 9  |    | Litva    | Domantas Savičius   |
| 10 |    | Litva    | Mindaugas Ragauskas |

Huấn luyện viên: Bronislovas Mickiewicz

## Thành tích
- Thành tích tốt nhất tại Vòng loại giải vô địch bóng đá bãi biển thế giới khu vực châu Âu: Vòng bảng[1]
  - 2008, 2017

## Kết quả

### Thành tích
tính đến tháng 7 năm 2014
| Giải đấu                                                         | St | W | W+ | L  | BT | BB  | HS  | Đ  |
| ---------------------------------------------------------------- | -- | - | -- | -- | -- | --- | --- | -- |
| Vòng loại giải vô địch bóng đá bãi biển thế giới khu vực châu Âu | 6  | 1 | 0  | 5  | 13 | 45  | –32 | 3  |
| Khác                                                             | 19 | 2 | 1  | 16 | 61 | 119 | –58 | 8  |
| Tổng cộng                                                        | 25 | 3 | 1  | 21 | 74 | 164 | –90 | 11 |

### Giải vô địch thế giới qualifier
| 3 tháng 9 năm 2016 2017 FIFA BS vòng loại Cúp thế giới | Litva      | 1–16       | Thụy Sĩ | Jesolo, Ý                     |  |
| 9:00                                                   | Rebzdis 9' | Report(ru) | Stankovic 1', 10', 16', 17', 34' · Hodel 5', 11', 12', 18' · Spaccarotella 9', 21', 35' · Ott 22', 27', 30' · Wittlin 24' | Trọng tài: Manolo Picchio (Ý) |  |

| 5 tháng 9 năm 2016 2017 FIFA BS vòng loại Cúp thế giới | Hy Lạp                                                     | 4–1        | Litva          | Jesolo, Ý                          |  |
| 10:15                                                  | Kafantaris 8' · Aristeidis 13' · Lignos 19' · Komiotis 28' | Report(ru) | 4' Pelakauskas | Trọng tài: Jude Amin Utulu (Malta) |  |

| 6 tháng 9 năm 2016 2017 FIFA BS vòng loại Cúp thế giới | Hà Lan                                 | 3–2        | Litva                           | Jesolo, Ý                           |  |
| 11:30                                                  | Kampman 17' · Steenks 18' · Donker 32' | Report(ru) | 7' Smolkovas · 34' Bartoshevich | Trọng tài: Sofien Benchabane (Pháp) |  |